# Mina 2
Mina 2 (или Mina Due) — десятый студийный альбом итальянской певицы Мины, выпущенный в 1966 году на лейбле Ri-Fi.

## Об альбоме
Эта студийная работа в основном состоит из иностранных песен, исполненных на языке оригинала. Большинство из них ранее никогда не издавалось, за исключением вступительной песни «Se non ci fossi tu», выпущенной месяцем ранее как сингл, а также песен «Lontanissimo» и «Ebb Tide», выпущенных на предыдущем студийном альбоме Studio One 66 в июле того же года.
Аугусто Мартелли привлечён в качестве аранжировщика песен и дирижёра своего оркестра.
Альбом был выпущен в ноябре 1966 года в формате монозвучания, однако уже через месяц был переиздан со стереозвучанием. Это был семнадцатый самый продаваемый альбом в Италии за 1967 году (в том же списке другой альбом Мины Sabato sera — Studio Uno ’67 занял третье место). Альбом также распространялся в странах Латинской Америки под названием Mina 5 El Quinto Disco De La Ùnicaс несколько изменённым порядком треков, но с той же обложкой. Впоследствии неоднократно переиздавался, включая ремастеринговую версию 2011 года.

## Список композиций
| №  | Название                   | Автор(ы)                                 | Длительность |
| -- | -------------------------- | ---------------------------------------- | ------------ |
| 1. | «Se non ci fossi tu»       | Вито Паллавичини, Марко Руска            | 2:27         |
| 2. | «Uno (Tango celebre)»      | Энрике Сантос Дискеполо, Марианито Морес | 2:55         |
| 3. | «Full Moon and Empty Arms» | Тед Моссман, Бадди Кейн                  | 2:46         |
| 4. | «I’m Glad There Is You»    | Джимми Дорси, Пол Мадейра                | 2:26         |
| 5. | «Lontanissimo (Somewhere)» | Альберто Курчи, Леонард Бернстайн        | 2:04         |
| 6. | «Caminemos»                | Эривелту Мартинс, Альфредо Джил          | 2:34         |

| №  | Название                 | Автор(ы)                                        | Длительность |
| -- | ------------------------ | ----------------------------------------------- | ------------ |
| 1. | «Lunedì 26 ottobre»      | Франко Калифано, Джиджи Чикеллеро, Хосе Марчезе | 2:36         |
| 2. | «Ebb Tide»               | Карл Сигман, Роберт Максвелл                    | 2:43         |
| 3. | «Invitation»             | Пол Франсис Уэбстер, Бронислав Капер            | 3:04         |
| 4. | «Angustia»               | Орландо Брито                                   | 3:07         |
| 5. | «My Melancholy Baby»     | Джордж Нортон, Эрни Бертнетт                    | 3:21         |
| 6. | «I’m a Fool to Want You» | Фрэнк Синатра, Джек Вулф, Джоель Херон          | 1:54         |

## Чарты

### Еженедельные чарты
| Чарт (1967)  | Высшая позиция |
| ------------ | -------------- |
| Италия (Big) | 4              |

### Годовые чарты
| Чарт (1967)              | Позиция |
| ------------------------ | ------- |
| Италия (Musica e dischi) | 17      |